# Alexandre Despatie
Alexandre (Alex) Despatie (Montreal, 8 juni 1985) is een Canadese schoonspringer. Despatie kende zijn grote doorbraak in 1998 toen hij bij de Gemenebestspelen als 13-jarige goud won op het 10-meterplatform, hij haalde bij een sprong ook de perfecte score van allemaal tienen. Deze prestatie werd in 2000 opgenomen in het Guinness Book of World Records.
Hij is tot nu toe de enige schoonspringer die bij de senioren wereldkampioen is geworden in 3 verschillende disciplines, de 1-meterplank, de 3-meterplank en het 10-meterplatform, zij het in verschillende jaren. Bij de wereldkampioenschappen voor junioren won hij alle disciplines wél in hetzelfde jaar, namelijk in 2002.

## Belangrijkste resultaten

### Wereldkampioenschappen junioren
| Jaar | Plaats             | Resultaten                                        |
| ---- | ------------------ | ------------------------------------------------- |
| 1999 | Pardubice Tsjechië | 1-meterplank · 3-meterplank · 6e 10-meterplatform |
| 2002 | Aken Duitsland     | 1-meterplank · 3-meterplank · 10-meterplatform    |

### Internationale toernooien senioren
| Jaar | Olympische Spelen                                           | WK schoonspringen                                                              | Gemenebestspelen                                                                           | Pan-Amerikaanse Spelen |
| ---- | ----------------------------------------------------------- | ------------------------------------------------------------------------------ | ------------------------------------------------------------------------------------------ | --- |
| 1998 |                                                             | geen deelname                                                                  | 10e 3-meterplank · 10-meterplatform                                                        | |
| 1999 |                                                             |                                                                                |                                                                                            | geen deelname |
| 2000 | 4e 10-meterplatform                                         |                                                                                |                                                                                            | |
| 2001 |                                                             | 21e 1-meterplank · 11e 3-meterplank · 10-meterplatform                         |                                                                                            | |
| 2002 |                                                             |                                                                                | 1-meterplank · 3-meterplank · 10-meterplatform                                             | |
| 2003 |                                                             | 6e 3-meterplank · 10-meterplatform                                             |                                                                                            | 3-meterplank · 10-meterplatform · 3-meterplank synchro · met Philippe Comtois · 10-meterplatform synchro · met Philippe Comtois |
| 2004 | 3-meterplank · 4e 10-meterplatform                          |                                                                                |                                                                                            | |
| 2005 |                                                             | 1-meterplank · 3-meterplank                                                    |                                                                                            | |
| 2006 |                                                             |                                                                                | 1-meterplank · 3-meterplank · 10-meterplatform · 3-meterplank synchro · met Arturo Miranda | |
| 2007 |                                                             | 3-meterplank · 8e 10-meterplatform · 3-meterplank synchro · met Arturo Miranda |                                                                                            | 3-meterplank · 10-meterplatform · 3-meterplank synchro · met Arturo Miranda                                                     |
| 2008 | 3-meterplank · 5e 3-meterplank synchro · met Arturo Miranda |                                                                                |                                                                                            | |
| 2009 |                                                             | 3-meterplank · 3-meterplank synchro · met Reuben Ross                          |                                                                                            | |